# 四眼井 (台湾)

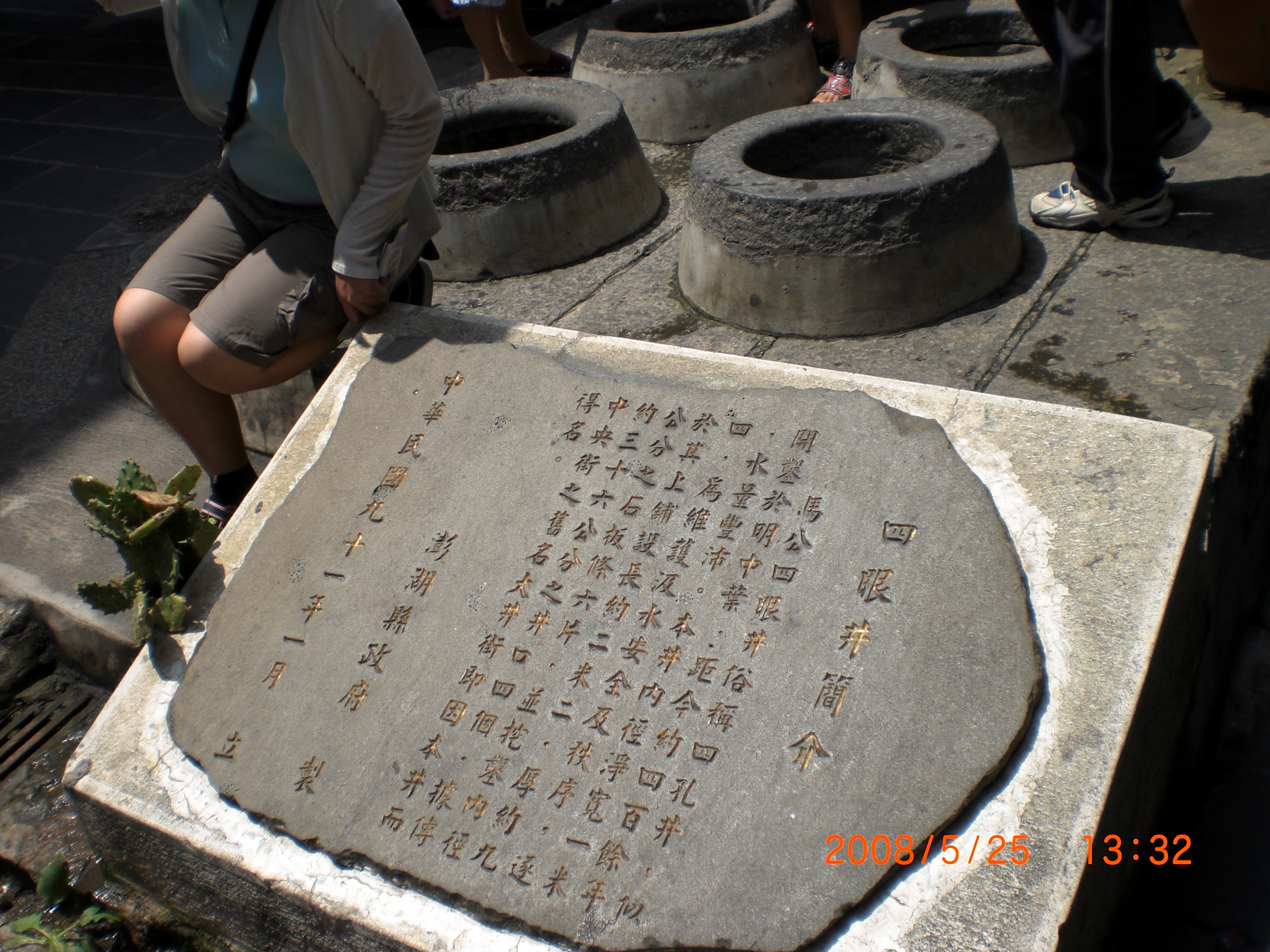
四眼井簡介

四眼井是台灣澎湖縣最老的古井，位於馬公市中央老街最北端，建立於明代初期(西元1592年)，正式名稱為『四穴井』或『四孔井』。

## 建築
四眼井其實只是一個大井，出水量多，為避免民眾取水時不慎跌落入井中，早年以六塊花崗石條覆蓋，並用紅磚切緣；但先前整修時已經改為水泥粉刷，再用花崗石環收編。因此形成四個圓形的取水口，所以稱之為四孔井。四眼井終年有水，遇到乾旱不雨也不會乾涸，井深5.6公尺，井寬2公尺，過去曾經是中央街一帶居民生活跟飲用水的來源，現在則是馬公市內的觀光景點。

## 外部連結
- 四眼井——文化部文化資產局